# Еттрінген (Баварія)
Еттрінген (нім. Ettringen) — громада в Німеччині, знаходиться в землі Баварія. Підпорядковується адміністративному округу Швабія. Входить до складу району Унтеральгой.
Площа — 41,52 км2. Населення становить 3494 ос. (станом на 31 грудня 2020).